# Vițcani
Vițcani – wieś w Rumunii, w okręgu Botoszany, w gminie Cândești. W 2011 roku liczyła 322 mieszkańców.